# Marco Zaninelli
Marco Zaninelli (Tione di Trento, 25 aprile 1977) è un ex calciatore italiano, di ruolo difensore.

## Statistiche

### Carriera

#### Gli inizi in LND (1992-1996)
Gioca per 4 anni con la Settaurense, squadra del Trentino. Colleziona tra il 1992 e il 1996 12 reti in 97 presenze.

#### In Serie C tra Lumezzane e Pro Vercelli (1996-2004)
Tra il 1996 e il gennaio 2001 colleziona ben 55 presenze con la maglia del Lumezzane tra C2 e C1, non trovando però la via del gol.
Nel gennaio 2001 viene ceduto alla Pro Vercelli, alla quale rimane fino alla fine della stagione calcistica, quindi per 6 mesi. Qui trova anche il suo primo gol in campionati professionisti. A fine stagione torna al Lumezzane.
Milita con i rossoblu fino al 2004, collezionando altri 5 gol in 59 ulteriori presenze. Conclude il suo bottino col Lumezzane con 114 presenze e 5 gol, questi ultimi tutti collezionati nella sua seconda esperienza in rossoblu.

#### L'esordio in Serie B e le stagioni in cadetteria (2004-2009)
Nell'estate 2004 viene acquistato dal Treviso, club di Serie B. Esordisce nella serie cadetta da titolare alla prima giornata l'11 settembre 2004, a 27 anni,  saltando poi le 6 successive partite ma giocando più o meno regolarmente le altre, a volte da subentrando o a volte da titolare. Il 30 ottobre 2004 è protagonista di uno sfortunato autogol nel pareggio per 1-1 contro il Piacenza.
A fine stagione il Treviso viene promosso in Serie A, a causa del Caso Genoa del 2005, ma il giocatore viene ceduto al Cesena, tornando così in Serie B.
Col Cesena milita tra il 2005 e il 2007 due campionati di Serie B. Qui trova anche il suo primo gol nella seconda serie italiana, il 23 gennaio 2006 nella vittoria per 2-0 contro il Mantova. Troverà il secondo gol la successiva stagione, il 10 febbraio 2007 contro il Crotone. Nelle due stagioni in romagna riceverà un totale di 14 cartellini gialli e ben 3 cartellini rossi.
La stagione 2007-2008 lo vede allo Spezia, dove gioca solo 16 spezzoni di partita e trova un solo gol, il 25 settembre 2007 contro il Frosinone.
Nel 2008-2009 torna al Treviso, squadra con cui ha esordito in Serie B, con cui collezionerà il suo ultimo gol in Serie B, quello del 1 novembre 2008 nel pareggio contro l'Albinoleffe. Collezionerà anche, alla 42 esima giornata di campionato, il 30 maggio 2009, all'età di 32 anni, subentrando al 59º a William Pianu, la sua ultima presenza in cadetteria.
Rimane svincolato fino al dicembre 2009.

#### Il finale di carriera (2009-2022)
Torna in Lega Pro dopo 5 anni, firmando nel dicembre 2009 fino al 2010 col Pergocrema, col quale finisce ai playout, salvandosi.
Dal 2010 al 2012, milita al Mantova, prima in Serie D poi in Serie C, in cui trova 4 gol in 42 presenze. A fine stagione decide di approdare al Calciochiese in promozione trentina. 
Nel 2021 all’età di 44 anni continua a giocare per Asd Settaurense 1934.
Nel 2022 termina la propria carriera da calciatore.

### Presenze e reti nei club
| Stagione          | Squadra           | Campionato        | Campionato | Campionato | Totale   | Totale |
| Stagione          | Squadra           | Campionato        | Presenze   | Reti       | Presenze | Reti   |
| ----------------- | ----------------- | ----------------- | ---------- | ---------- | -------- | ------ |
| 1992-1993         | Settaurense       | Dilettanti        | 11         | 0          | 11       | 0      |
| 1993-1994         | Settaurense       | Dilettanti        | 27         | 6          | 27       | 6      |
| 1994-1995         | Settaurense       | Dilettanti        | 27         | 3          | 27       | 3      |
| 1995-1996         | Settaurense       | Dilettanti        | 32         | 3          | 32       | 3      |
| Totale Settaurese | Totale Settaurese | Totale Settaurese | 97         | 12         | 97       | 12     |
| 1996-1997         | Lumezzane         | C2                | 12         | 0          | 12       | 0      |
| 1997-1998         | Lumezzane         | C1                | 9          | 0          | 9        | 0      |
| 1998-1999         | Lumezzane         | C1                | 5          | 0          | 5        | 0      |
| 1999-2000         | Lumezzane         | C1                | 21         | 0          | 21       | 0      |
| 2000-gen.2001     | Lumezzane         | C1                | 8          | 0          | 8        | 0      |
| Totale Lumezzane  | Totale Lumezzane  | Totale Lumezzane  | 55         | 0          | 55       | 0      |
| gen.-giu.2001     | Pro Vercelli      | C2                | 11         | 1          | 11       | 1      |
| 2001-2002         | Lumezzane         | C1                | 10         | 1          | 10       | 1      |
| 2002-2003         | Lumezzane         | C1                | 18         | 1          | 18       | 1      |
| 2003-2004         | Lumezzane         | C1                | 31         | 3          | 31       | 3      |
| Totale Lumezzane  | Totale Lumezzane  | Totale Lumezzane  | 59         | 5          | 59       | 5      |
| 2004-2005         | Treviso           | B                 | 29         | 0          | 29       | 0      |
| 2005-2006         | Cesena            | B                 | 33         | 1          | 33       | 1      |
| 2006-2007         | Cesena            | B                 | 25         | 1          | 25       | 1      |
| Totale Cesena     | Totale Cesena     | Totale Cesena     | 58         | 2          | 58       | 2      |
| 2007-2008         | Spezia            | B                 | 16         | 1          | 16       | 1      |
| 2008-2009         | Treviso           | B                 | 14         | 1          | 14       | 1      |
| dic.2009-2010     | Pergocrema        | C1                | 10         | 0          | 10       | 0      |
| 2010-2011         | Mantova           | D                 | 23         | 2          | 23       | 2      |
| 2011-2012         | Mantova           | C2                | 19         | 2          | 19       | 2      |
| Totale Mantova    | Totale Mantova    | Totale Mantova    | 42         | 4          | 52       | 4      |
| Totale carriera   | Totale carriera   | Totale carriera   | 391        | 22         | 391      | 22     |

## Palmarès

### Club

#### Competizioni nazionali
- Serie C2: 1

Lumezzane: 1996-1997
- Serie D: 1

Mantova: 2010-2011